# Neperigea rubida
Neperigea rubida là một loài bướm đêm trong họ Noctuidae.